# George MacLeod
George Fielden MacLeod, Baron MacLeod of Fuinary (17. června 1895 – 27. června 1991) byl skotský voják a duchovní Skotské církve. Bojoval v první světové válce, za což byl několikrát vyznamenán. Válečná zkušenost ho vedla k příklonu k náboženství; vystudoval teologii a roku 1924 byl ordinován pastorem. Roku 1930 se dobrovolně stal pastorem v chudé čtvrti Glasgowa a postupně se propracovával k socialistickým a pacifistickým postojům. Roku 1938 založil ekumenickou křesťanskou Komunitu Iona na ostrově Iona ve Vnitřních Hebridách. Roku 1967 byl jako doposud jediný[zdroj?] skotský pastor povýšen do šlechtického stavu a později se stal jediným členem Sněmovny lordů podporujícím Stranu zelených. V roce 1989 obdržel spolu s Carlem Friedrichem von Weizsäckerem Templetonovu cenu.